# Aurificaria
Aurificaria is een monotypisch geslacht van schimmels behorend tot de familie Hymenochaetaceae. Het typegeslacht is Aurificaria indica, maar deze soort werd later heringedeeld naar het geslacht Fulvifomes als Fulvifomes indicus. Het geslacht bevat alleen Asterodon ferruginosus.